# Volby do Evropského parlamentu v Česku 2004
Volby do Evropského parlamentu 2004 se uskutečnily v Česku v pátek 11. června od 14:00 do 22:00 a v sobotu 12. června od 8:00 do 14:00 (sčítání výsledků začalo až v neděli 13. června od 22:00) simultánně s ostatními zeměmi EU, tedy jen měsíc a půl po vstupu České republiky do Unie. O 24 mandátů, které Česku v Evropském parlamentu připadlo, se ucházelo 32 stran a hnutí v rámci jediného volebního obvodu zahrnující celou republiku.
Ve volbách zvítězila kandidátka opoziční ODS vedená Janem Zahradilem, naopak vládnoucí ČSSD naprosto propadla, což později vedlo k rezignaci premiéra Vladimíra Špidly. Jedním z mála momentů, které upoutaly pozornost v celkově málo vnímané předvolební kampani, byly neshody volebního lídra kandidátky NEI bývalé pornoherečky Dolly Buster s vedením její strany a její vystupování v médiích či kandidatura kontroverzního podnikatele Viktora Koženého.
Hlasování se zúčastnilo 28,32 % oprávněných voličů, z nichž 99,51 % (2 332 862) hlasovalo platně.

## Výsledky voleb

Vítězná strana podle okresů

| Strana                                                        | Frakce  | Počet hlasů | %      | mandáty |
| ------------------------------------------------------------- | ------- | ----------- | ------ | ------- |
| Občanská demokratická strana                                  | EPP-ED  | 700 942     | 30.04  | 9       |
| Komunistická strana Čech a Moravy                             | GUE-NGL | 472 862     | 20.26  | 6       |
| SNK sdružení nezávislých a Evropští demokraté                 | EPP-ED  | 257 278     | 11.02  | 3       |
| Křesťanská a demokratická unie - Československá strana lidová | EPP-ED  | 223 383     | 9.57   | 2       |
| Česká strana sociálně demokratická                            | PES     | 204 903     | 8.78   | 2       |
| NEZÁVISLÍ                                                     | IND/DEM | 191 025     | 8.18   | 2       |
| Strana zelených                                               |         | 73 932      | 3.16   | 0       |
| Unie liberálních demokratů                                    |         | 39 655      | 1.69   | 0       |
| Pravý Blok                                                    |         | 27 504      | 1.17   | 0       |
| Nezávislá iniciativa (NEI)                                    |         | 16 762      | 0.71   | 0       |
| Republikáni Miroslava Sládka                                  |         | 15 767      | 0.67   | 0       |
| Balbínova poetická strana                                     |         | 13 779      | 0.59   | 0       |
| Strana za životní jistoty                                     |         | 11 951      | 0.51   | 0       |
| Strana venkova - spojené občanské síly                        |         | 11 734      | 0.50   | 0       |
| Sdružení nestraníků                                           |         | 11 689      | 0.50   | 0       |
| Za zájmy Moravy ve sjednocené Evropě                          |         | 9 293       | 0.39   | 0       |
| Strana zdravého rozumu                                        |         | 6 316       | 0.27   | 0       |
| Strana pro otevřenou společnost                               |         | 5 413       | 0.23   | 0       |
| Konzervativní strana                                          |         | 4 986       | 0.21   | 0       |
| Koruna Česká (monarchistická strana Čech, Moravy a Slezska)   |         | 4 532       | 0.19   | 0       |
| Masarykova demokratická strana                                |         | 4 366       | 0.18   | 0       |
| Dělnická strana                                               |         | 4 289       | 0.18   | 0       |
| Humanistická aliance                                          |         | 3 977       | 0.17   | 0       |
| Helax - Ostrava se baví                                       |         | 3 366       | 0.14   | 0       |
| Národní koalice                                               |         | 2 944       | 0.12   | 0       |
| Strana občanů republiky České                                 |         | 2 585       | 0.11   | 0       |
| Viktor Kožený - Občanská federální demokracie                 |         | 2 030       | 0.08   | 0       |
| Strana práce                                                  |         | 1 717       | 0.07   | 0       |
| Strana demokratického socialismu                              |         | 1 709       | 0.07   | 0       |
| SVOBODNÍ                                                      |         | 1 300       | 0.05   | 0       |
| Všeobecná občanská strana                                     |         | 873         | 0.03   | 0       |
| celkem                                                        |         | 2 332 862   | 100.00 | 24      |

Mapy výsledků šesti subjektů, které se dostaly do nového europarlamentu
ODS
KSČM
SNK ED
KDU-ČSL
ČSSD
NEZ